# 佘智江
佘智江（1982年—），又名佘伦凯，化名唐伦凯（英語：Tang Kriang Kai），原籍湖南邵東，柬埔寨籍华裔商人，多个犯罪集团头目或控制人，原為亞太國際控股集團（Yatai International Holdings Group）主席，該集團在東南亞諸國从事跨国电信诈骗、网络博彩业等非法产业和灰色产业，业务遍及柬埔寨、菲律賓和緬甸等国，其于2018年1月至2021年2月间在其运营的多个网络博彩平台（红树林、易购、易优等）吸引了约数十万名中国赌客，从中获利约1.5亿元人民幣。佘智江被多国执法机构通缉，于2022年8月10日在泰國曼谷被泰国执法机构依据国际刑警组织红色通缉令逮捕。

## 生平

### 早年與發跡
佘智江於1982年生于中华人民共和国湖南省邵东县。14岁时，随父母移居广西桂林，此后辍学。他曾从事厨师、洗车、开农用机、修机动车、保安、銷售等職業。20多岁時前往菲律賓经商。一份发布于泰国曼谷的中方起诉书显示，2014年山东烟台经济开发区法院裁定他在菲律賓非法經營面向中国公民的網絡彩票業務，共獲利约2.98億美元。2015年，他的業務拓展至柬埔寨，参与在柬埔寨开设面向中国大陆公民的博彩場所。他曾取得菲律宾馬尼拉一家水療和娛樂中心的所有權。

### 与“一带一路”的关系
佘智江被一些媒体认为与中国“一带一路”倡议在缅甸的项目相关。2017年9月17日佘智江与中国侨商联会长许荣茂一起出席在缅甸仰光召开的世界华商大会，并于当日与缅甸政府签约克伦邦水沟谷120平方公里的土地开发项目，项目名称为亚太新城。2017年12月10日，佘智江出席了海南海口市召开的中国侨商联四届八次理事会，并当选常务副会长。
据传，2018年11月20日，在习近平对菲律宾进行国事访问期间，佘智江出現在于马尼拉市举办的工商界宴会上。2019年4月16日，佘智江参加了四川省人民政府主办的“二零一九一带一路华商峰会”。2019年7月19日，佘智江与“中国国际经济交流中心”签订合作协议。

### 緬甸的調查
2020年，緬甸政府成立專門法庭調查亞太新城中的非法活動，叫停了亚太新城部分未取得开发许可的工程。佘智江多次表示亚太新城积极响应中国“一带一路”倡议，参与“中缅经济走廊”建设开发与经营的重点项目。中国驻缅甸大使馆随后表示，亚太新城项目是第三国投资，與“一带一路”倡议无关。2021年緬甸軍事政變后，位于水沟谷的開發項目繼續推進。

### 在泰国被捕
2021年5月，国际刑警组织對佘智江发布红色通缉令。2022年8月10日，佘智江被泰国执法机构逮捕，8月13日被移交至泰国警方，泰国警方计划将他引渡至中国。
2024年9月，半岛电视台发布一个对佘智江的采访视频，主题是佘智江在缅甸投资建设的灰色产业园区，以及菲律宾华人市长Alice Guo（据称本名郭华萍）的真实身份。片中，佘智江称自己是于2016年在菲律宾被马东利代表中国国安局招募为外勤，目的是代理处理一带一路项目在缅甸的相关事务，佘智江还表示自己如被引渡回中国一定会遭处决。中国外交部2025年1月26日的一份声明中对路透社说，佘智江是中国公民，是网络赌博和电信诈骗犯罪的关键人物，犯罪事实清楚，证据确凿，因此会坚决要求泰国引渡。